# Целькинг-Мацлайнсдорф
Целькинг-Мацлайнсдорф (нем. Zelking-Matzleinsdorf) — коммуна (нем. Gemeinde) в Австрии, в федеральной земле Нижняя Австрия.
Входит в состав округа Мельк. Население составляет 1234 человека (на 31 декабря 2005 года). Занимает площадь 21,16 км². Официальный код — 31550.

## Политическая ситуация
Бургомистр коммуны — Герхард Бюрг (АНП) по результатам выборов 2005 года.
Совет представителей коммуны (нем. Gemeinderat) состоит из 19 мест.
- АНП занимает 13 мест.
- СДПА занимает 6 мест.